# القانون الجنائي لرومانيا
القانون الجنائي لرومانيا قانون يتضمن شروط الدعاوى الجنائية والعقوبات ومعظم الجرائم التي يجرمها القانون الروماني. اعتمد قانون العقوبات الحالي في عام 2009 ودخل حيز التنفيذ في 1 فبراير 2014. ويتضمن 446 مادة مقسمة إلى قسمين: مواد الجزء العام ومواد الجزء الخاص. وصدر القانون لأول مرة في عام 1865 في عهد ألكسندر يوحنا كوزا.